# 臧村站
臧村站位于中华人民共和国 山东省青岛市即墨区臧村车辆基地旁，是青岛地铁11号线的地铁车站。2018年4月23日开通。